# Santiago Grimani
Santiago Grimani (28 de enero de 1925 - 5 de marzo de 1988) fue un escritor, filatelista, ajedrecista y químico italiano, que también escribió con el seudónimo de J. B. Marais. 
Crítico literario del diario La Prensa entre 1979 y  1983.

## Biografía
Santiago Grimani, nació en Trieste, al norte de Italia, en el año 1925. Hijo de checoslovacos emigró a Argentina en 1939 a causa de las leyes raciales.

## Obras
- El fiat verde, Faja de Honor de Sade 1974 (cuentos)
- Un problemita color naranja, (cuentos)
- Desde Delos en frecuencia modulada', (cuentos)
- Reina negra a rey blanco. Jaque!, (cuentos)
- La guerrilla del cuarto mundo, (novela)
- Los pasillos de la memoria, (novela)
- Grimanescas, (cuentos)
- Los secretos de la Kidd, (con el seudónimo J. B. Marais, ensayo filatélico)